# حلزون باركر

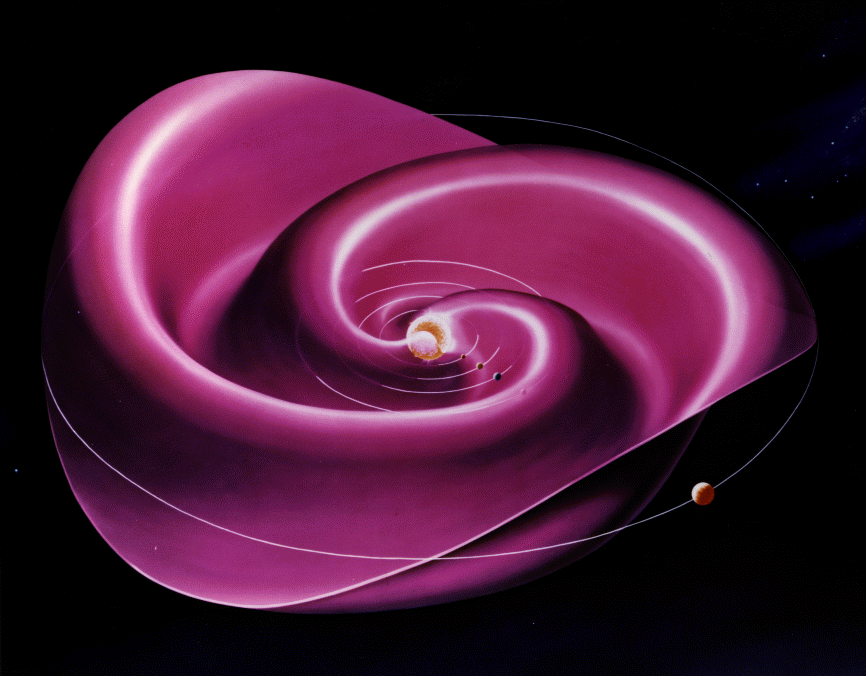
تيار الغلاف الشمسي الدوري يمتد إلى المراكز الأخيرة للمجموعة الشمسية وينتج بسبب التشابك الناتج عن دوران الحقل المغناطيسي الشمسي مع الحقل بين الكوكبي

حلزون باركر هو شكل الحقل المغناطيسي الشمسي والذي يمتد خلال المجموعة الشمسية. هذا الحقل لايشابه شكل الحقل المغناطيسي الناشئ عن منغناطيس على شكل قضيب، فيمتد هذا الحقل ويتشابك على شكل بنية حلزون أرخميدس بسبب تأثير ات الرياح الشمسية والهيدروديناميكا مغناطيسية، وقد سمي هذا الشكل على شرف يوجين باركر، والذي تنبأ بتأثيرات كبيرة للرياح الشمسية.
يأثر الشكل الحلزوني للحقل المغناطيسي الشمسي في الوسط بين الكوكبي (الرياح الشمسية)، مماينشأ عنه بنية كبيرة ضمن المجموعة الشمسية وتدعى تيار الغلاف الشمسي الدوري
يغير شكل باركر الحلزوني للرياح الشمسية شكل الحقل المغناطيسي الشمسي في النظام الشمسي الخارجي ، حيث يتحول الحقل الشمسي على بعد يتراوح مابين 10-20 وحدة فلكية إلى حقل مغناطيسي شمسي حلقي.
يتسبب حلزون باركر في تغير دورانية شمسية كبير، حيث يدور القطبان الشمسيان بسرعة أقل من دوران خط استوائه. تقاد الرياح الشمسية بالحقل المغناطيسي الشمسي لذلك تطهر قطبيات عديدة قي الشمس